# Lumbricillus incisus
Lumbricillus incisus är en ringmaskart som beskrevs av Wang och Liang 1997. Lumbricillus incisus ingår i släktet Lumbricillus och familjen småringmaskar. Inga underarter finns listade i Catalogue of Life.